# Норт-Ро
Норт-Ро (англ. North Roe) — деревня в северной части острова Мейнленд в архипелаге Шетландских островов.

## География
Расположена на берегу пролива Йелл-Саунд в северо-восточной части полуострова Нортмейвин, соединённого с основной частью Мейнленда узким перешейком.

## Экономика
Автодорога «A970» (Норт-Ро — ответвление в Хиллсуик — Брей — Винсгарт — ответвление в Скалловей — Леруик — аэропорт Самборо — Грутнесс) связывает деревню с югом острова.

## Образование
В деревне работает начальная школа «North Roe Primary School», девять учащихся начальных классов (2009 год).

## Охрана природы
На территории заказника «Ронас-Хилл, Норт-Ро и Тингон» ведётся охрана двух видов птиц: Дербник (Falco columbarius) — шесть пар, 0,5 % всей популяции Великобритании, Краснозобая гагара (Gavia stellata) — 50 пар, 5,3 % популяции Великобритании (1994 год).